# Ferdinand von Hochstetter

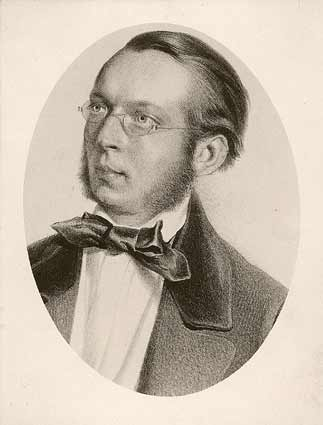
Ferdinand von Hochstetter

Christian Gottlob Ferdinand Ritter von Hochstetter (Esslingen am Neckar, 30 april 1829 - Wenen, 18 juli 1884), was een Duits-Oostenrijks geoloog. Von Hochstetter is bekend om zijn onderzoek naar de Tsjechische en Nieuw-Zeelandse geologie.

## Biografie
Von Hochstetter was de zoon van de botanicus en mineraloog Christian Ferdinand Hochstetter (1787 - 1860). Hij ging naar school aan het seminarie van Maulbronn en studeerde natuurwetenschappen aan de universiteit van Tübingen en theologie aan het Evangelisches Stift Tübingen. Dankzij zijn leraar Friedrich August von Quenstedt raakte hij geïnteresseerd in geologie en hij promoveerde in dit vakgebied.
In 1852 ging hij bij de Oostenrijkse geologische dienst werken en tot 1856 karteerde hij delen van het Bohemer Woud, het Ertsgebergte en de České Středohoří in het tegenwoordige Tsjechië. Dankzij zijn nauwkeurige rapporten kreeg hij een goede reputatie. In 1856 was hij privaatdocent te Wenen en later werd hij uitgekozen om deel te nemen aan de wetenschappelijke expeditie van de SMS Novara van 1857 tot 1859.
In 1859 maakte Von Hochstetter voor de Nieuw-Zeelandse regering een studie van de geologie van dit land, waarbij hij ook de levende natuur bestudeerde. In 1860 keerde hij terug naar Wenen om er hoogleraar in de geologie en mineralogie te worden aan de Technische Universität Wien. In 1876 werd hij daarnaast directeur van het natuurhistorisch museum van Wenen. In latere jaren verkende hij de geologie van delen van Turkije en de Oeral. Hij publiceerde artikelen over uiteenlopende onderwerpen in de mineralogie, geologie en paleontologie.

## Vernoemingen
Vanwege zijn onderzoek van de Nieuw-Zeelandse natuur is Von Hochstetters naam aan veel Nieuw-Zeelandse soorten verbonden: Hochstetters oerkikker (Leiopelma hochstetteri); de takahe Porphyrio hochstetteri en de vleesetende slak Powelliphanta hochstetteri. De berg Hochstetter Peak (2822 m) in de Nieuw-Zeelandse Alpen en de Hochstetterfjord op Groenland zijn ook naar hem genoemd.
- Auckland Art Gallery Toi o Tāmaki: 199
- Biblioteca Nacional de España: XX1311450
- Bibliothèque nationale de France: cb15342298s (data)
- Author citation (botany): C.G.F.Hochst.
- CiNii: DA10352762
- Stuttgart Database of Scientific Illustrators 1450–1950: 7639
- Find NZ Artists: 7078
- Gemeinsame Normdatei: 119338467
- International Standard Name Identifier: 0000 0000 8104 0397
- Library of Congress Control Number: no2006010878
- Nationale Bibliotheek van Tsjechië: mzk2006337241
- Nationale Bibliotheek van Israël: 987007592567205171
- Nationale Bibliotheek van Polen: a0000001815418
- Nederlandse Thesaurus van Auteursnamen: 141583215
- Istituto Centrale per il Catalogo Unico: GEAV010453
- SNAC: w6bd3k6x
- Système universitaire de documentation: 117760188
- Museum of New Zealand Te Papa Tongarewa: 32778
- Trove: 1245094
- Virtual International Authority File: 24902837
- WorldCat: E39PBJjMBr37qPvQWQVxQC6Myd